# Wolfgang Brunner

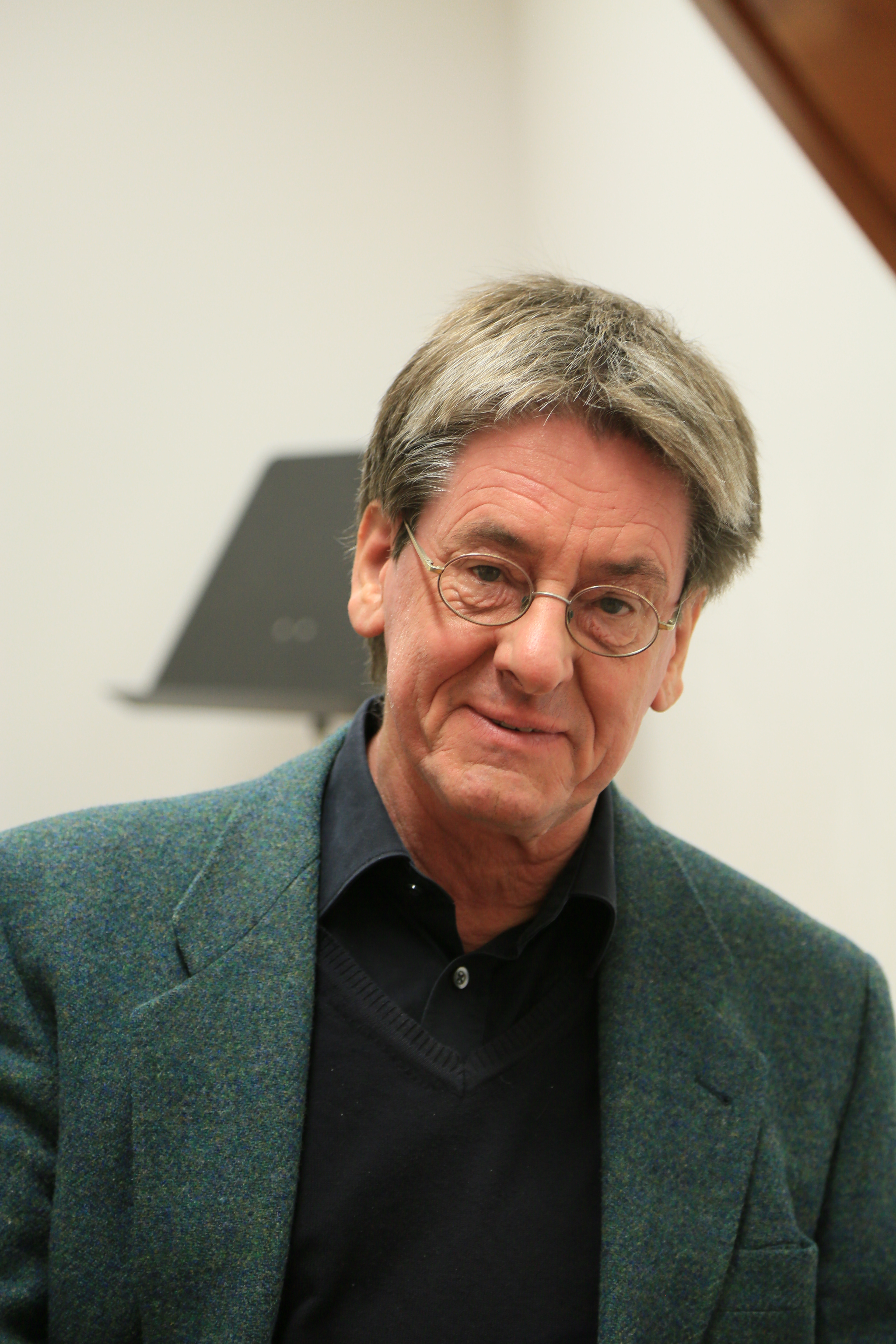
Wolfgang Brunner

Wolfgang Brunner (Regensburg, 1958) is een Duits klavecinist, pianofortespeler, dirigent en muziekpedagoog.

## Levensloop
Brunner begon zijn muzikale opleiding eerst met pianolessen bij zijn vader, vervolgens in de muziekscholen van München (1977-1981) en Salzburg (1982-1986). Hij leerde piano bij Hans Leygraf, klavecimbel bij Liselotte Brändle, Kenneth Gilbert en Glen Wilson, authentieke uitvoeringspraktijk bij Nikolaus Harnoncourt, pianoforte bij Eckart Sellheim en Richard Fuller (1895-1989).
Sinds 1985 doceert hij historische klavierinstrumenten, piano en piano-improvisatie en kamermuziek aan het "Mozarteum" in Salzburg. In 1990-92 was hij ook docent pianoforte aan de Muziekhogeschool in Karlsruhe.
In 1988 won hij de Eerste prijs in het internationaal concours Carl Philipp Emanuel Bach voor klavecimbel en pianoforte in Hamburg. 
In 1989 won hij de Eerste prijs in het internationaal pianoforte concours in het kader van het Festival Oude Muziek in Brugge.
Hij zetelde zelf in de jury voor het Brugse pianoforte concours in 1998, 2001, 2004 en 2007.
Brunner is opgetreden tijdens de belangrijkste festivals van Oude Muziek, zoals Brugge, Utrecht, Herne, samen met onder meer Barbara Schlick, Michael Schopper, Gert Türk, Konrad Hünteler, Lucy van Dael en het Freiburger Barockorchester. Als continuospeler heeft hij samengewerkt met dirigenten zoals Sandor Vegh, Franz Welser-Möst, Helmut Rilling en Silvain Cambrelin.
In 1991 is hij concerten begonnen met het door hem opgerichte Salzburger Hofmusik, een ensemble dat hoofdzakelijk op authentieke instrumenten speelt. Het ensemble legt zich onder meer toe op muziek uit Salzburg van voor Mozart.
Hij heeft heel wat opnamen gedaan, onder meer van de volledige pianowerken van Anton Bruckner, de liederen van Carl Orff. Met de Salzburger Hofmusik heeft hij opnamen van opera's, orkestmuziek en kamermuziek.
Brunner interesseert zich sinds jaren ook voor dansgeschiedenis en dansonderzoek. Hij heeft muziek- en theaterwetenschappen gestudeerd, alsook Volkskunde in München en Salzburg, en is hierover van 1983 tot 1988 onderzoeker geweest.